# 及物動詞
在語法學上，及物動詞（又叫他動詞、外動詞）是需要支配一個直接主詞和一個或一個以上宾语的動詞。此與不搭配宾语的不及物動詞相對。

## 範例
- 小明吃了麵包（在此「麵包」是「吃了」這個動詞的直接宾语）
- 小红給了小强一個汽车模型（在此「一個汽车模型」是直接宾语；「小强」則是「給了」這個動詞的間接宾语）
- 有人將我的钱包給偷了（在此「我的钱包」是「偷了」這個動詞的直接受詞）

## 種類
一個搭配間接宾语和直接宾语的動詞又稱「雙及物動詞」（ditransitive verb），像例如上例中的動詞「給」即為一例。要求一個宾语的動詞可稱之為「單及物動詞」（monotransitive verb）。除此之外，要求三個宾语的動詞又被稱為「三及物動詞」（tritransitive verb），像英語的「trade」（意即「交易」）等少數的動詞（見下例）即為一例
不搭配任何宾语的動詞又稱「不及物動詞」（intransitive verb），像例如「死」這個動詞即為一例。另外，可同時做為及物動詞和不及物動詞的動詞，又稱「可及物可不及物動詞」（ambitransitive verb）

## 其他語言的情況
英語的例子：
You lifted the bag.
意思：你舉起了那袋子。在此bag是lifted這個動詞的直接宾语
I punished you.
意思：你受我懲罰。在此you是punished這個動詞的直接宾语
I gave you the book.
意思：我給了你一本書。在此book是give這個動詞的直接宾语，you則是其不搭配介詞的間接宾语
John traded his apple and Jane's orange with her.
意思：約翰（John）與珍（Jane）交易他的蘋果和她的橘子。在此his apple and Jane's orange是traded這個動詞的宾语，而with her不是
I ate the pie.
意思：我吃了那塊派。在此pie是ate這個動詞的宾语
I tried on the shoes.
意思：我試了那雙鞋。在此shoes是tried這個動詞的宾语
一些語言以及物性（transitivity）來區別不同的動詞，這表示其為語言學上的一個顯著的特徵。像日語即為一例：
授業が始まる。
意思：課開始了。此處的「始まる」為不及物動詞。
先生が授業を始める。
意思：老師開始教書。此處的「始める」為及物動詞。
然而以有無一個受詞這點來定義及物動詞這點，並不是適用於所有語言的，且許多語言的語法並未沿用此定義中。像在波蘭語語法中，合於「後可接直接受詞 （肯定形用賓格而否定形用屬格）」或「可變作被動形」這兩個條件其中之一的動詞即為及物動詞。許多及物動詞同時滿足這兩個條件，像例如以下的例子即為一例：
Maria widzi Jana （意即「約翰（Jan）看見瑪麗」；Jana則是Jan這個詞的賓格形）
Jan jest widziany przez Marię （意即「約翰為瑪麗所見」）
然而此規則亦有例外存在，有些接一個或甚至兩個受詞的動詞為不及物動詞。